# 덴드로그램

노드 높이에 따른 계층적 군집화(UPGMA)의 덴드로그램(박테리아 5S rRNA 서열 데이터에서 조정됨).

덴드로그램(Dendrogram)은 나무를 나타내는 다이어그램이다. 이 도식적 표현은 다양한 상황에서 자주 사용된다.
- 계층적 군집화에서는 해당 분석에 의해 생성된 클러스터의 배열을 보여준다.[2]
- 계산생물학에서는 때로는 히트맵의 가장자리에 유전자나 샘플의 클러스터링을 보여준다.[3]
- 계통학에서는 다양한 생물학적 분류군 간의 진화적 관계를 보여준다. 이 경우 덴드로그램을 계통수라고도 한다.[4]

'덴드로그램'이라는 이름은 "나무"를 의미하는 두 개의 고대 그리스 단어 δένδρον(déndron)와 "그림, 수학적 수치"를 의미하는 γράμμα(grámma)에서 유래되었다.

## 같이 보기
- 클래도그램
- 분류 체계